# Aegonychon purpurocaeruleum
L'erba-perla azzurra (Aegonychon purpurocaeruleum (L.) Holub) è una pianta appartenente alla famiglia delle Boraginacee.

## Descrizione
Pianta perenne, verde, alta dai 20 ai 40 cm, villosa in ogni parte per peli patenti (che si staccano orizzontalmente ad angolo retto dal supporto); fusto eretto, ramoso, biforcato in alto; foglie lanceolate-acuminate, con brevi o prive di picciolo;  cime fogliose con pochi fiori; calice con lunghi denti lineari; corolla campanulata (larga 6–8 mm) con lobi ovali, azzurro violetta al termine del periodo di fioritura. Fiorisce da aprile a giugno.
I frutti sono di forma ovoidale, di colore biancastro, con involucro ricco di carbonato e silicato di calcio.

## Distribuzione e habitat
Pianta diffusa in Europa e Medio Oriente. In Italia è comune in tutta la penisola e nelle isole maggiori.
Presente nei boschi caducifogli fino a 1000 m.